# 카롱가현

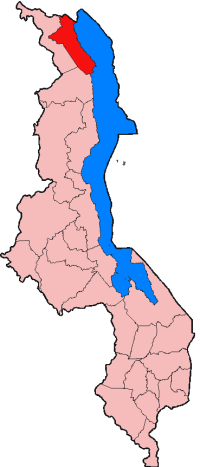
카롱가 현

카롱가현(Karonga District)는 말라위 북부 주에 위치한 현으로, 현도는 카롱가이며 면적은 3,355km2, 인구는 194,572명이다. 말라위호와 맞닿아 있고 치티파 현, 룸피 현과 인접해 있으며 탄자니아와 국경을 맞대고 있다.